# Elien Meijer
Elsiena Janneke Meijer, nekdanja nizozemska veslačica, * 25. januar 1970, Den Helder.
Na Poletnih olimpijskih igrah leta 2000 v Sydneyju je z nizozemskim osmercem osvojila srebrno olimpijsko medaljo. Na predhodni Olimpijadi v Atlanti je v paru z Anneke Venema osvojila osmo mesto v dvojcu brez krmarja.